# Рождественское сельское поселение (Карагайский район)
Рождественское се́льское поселе́ние — муниципальное образование в Карагайском районе Пермского края Российской Федерации.
Административный центр — село Рождественск.

## История
Статус и границы сельского поселения установлены Законом Пермской области от 1 декабря 2004 года № 1876-406 «Об утверждении границ и о наделении статусом муниципальных образований Карагайского района Пермского края»

## Население
| 2010  | 2012  | 2013  | 2014  | 2015  | 2016  | 2017  |
| ----- | ----- | ----- | ----- | ----- | ----- | ----- |
| 1926  | ↘1866 | ↘1798 | ↘1718 | ↘1700 | ↘1663 | ↘1646 |
| 2018  | 2019  | 2020  |       |       |       |       |
| ↘1606 | ↘1573 | ↘1529 |       |       |       |       |

## Состав сельского поселения
| №  | Населённый пункт | Тип населённого пункта       | Население |
| -- | ---------------- | ---------------------------- | --------- |
| 1  | Батино           | деревня                      | 0         |
| 2  | Бурдово          | деревня                      | 0         |
| 3  | Вдовино          | деревня                      | 88        |
| 4  | Вишня            | деревня                      | 12        |
| 5  | Володино         | деревня                      | 1         |
| 6  | Воскресенск      | село                         | 333       |
| 7  | Жданово          | деревня                      | 0         |
| 8  | Коновалово       | деревня                      | 0         |
| 9  | Котельники       | деревня                      | 15        |
| 10 | Кочнево          | деревня                      | 2         |
| 11 | Мухино           | деревня                      | 6         |
| 12 | Парашино         | деревня                      | 12        |
| 13 | Перы             | деревня                      | 31        |
| 14 | Посердцы         | деревня                      | 6         |
| 15 | Пушкарня         | деревня                      | 13        |
| 16 | Рождественск     | село, административный центр | 978       |
| 17 | Тесникова        | деревня                      | 1         |
| 18 | Тухта            | деревня                      | 0         |
| 19 | Усть-Нердва      | деревня                      | 11        |
| 20 | Фролово          | деревня                      | 396       |
| 21 | Шавшуки          | деревня                      | 14        |
| 22 | Якшино           | деревня                      | 7         |

## Археология
В 1,3—1,9 км к юго-западу от центральной части села Рождественск на высоком коренном берегу реки Обвы (правый приток Камы) находится Рождественское городище — крупнейший средневековый археологический памятник Пермского края. Рождественское городище было построено как торгово-ремесленная фактория Волжских булгар на рубеже IX—X веков и функционировало до первой четверти XIV века.